# Universidad Internacional de Tokio
La Universidad Internacional de Tokio (東京国際大学 , Tokio　Kokusai Daigaku?) [a veces abreviado como TIU y 東国, o Tokio kokusai] es una universidad privada de Kawagoe (Japón). La universidad fue fundada en 1965 como una pequeña escuela de negocios, Además del Campus principal en Saitama, la universidad también posee un campus satélite denominado Campus Waseda Campus en Shinjuku, Tokio. Además, la Universidad Internacional De Tokio (TIU) posee un acuerdo con la universidad De Willammette Oregón. Desde el año 2014, TIU comenzó a expandir su enfoque internacional con la creación de un programa universitario íntegramente en inglés (Conocido como E-Track), con el fin de atraer estudiantes de diversas nacionalidades. A pesar de que este programa lleva solamente dos años de existencia está teniendo una gran aceptación y a 1 de enero de 2016 cuenta con más de 200 estudiantes procedentes de 50 países distintos.

## Organización

### Facultades
- Facultad de Económicas (¶)
- Facultad de Relaciones Internacionales (¶)
- Facultad de Ciencias Sociales.
- Facultad de Negocios y Comercio Exterior.
- Facultad de Comunicación Lingüística.

(¶) Programas ofrecidos íntegramente en inglés bajo el programa E-Track.

### Posgrado
- Escuela superior de Negocios (¶)
- Escuela superior de Relaciones Internacionales (¶)
- Escuela superior de Económicas (¶)
- Escuela superior de Leyes y Ciencias Políticas.
- Escuela superior de Psicología.

(¶) Programas ofrecidos en inglés.

## Historia de TIU
La Tokyo International University fue fundada en 1965 por Taizo Kaneko(金子泰藏) bajo el nombre Universidad Internacional de Negocios. No obstante, en 1986 cambió su nombre por el actual. En un principio todos los programas que ofrecía la universidad eran íntegramente en lengua japonesa, por lo que la mayoría de sus estudiantes procedían de países o regiones donde el japonés es una lengua popular entre los estudiantes, (principalmente Corea, China y Taiwán).
No obstante, en 2014 la Tokyo International University dio un giro radical a su perspectiva internacional. para ello, contrató a algunos profesores internacionales de renombre, en su mayoría procedentes de la universidad de Willamette, y creó dos programas cuyas asignaturas son dadas íntegramente en lengua inglesa. Además de dichas clases, TIU imparte clases GRATUITAS y OPCIONALES de japonés para aquellos estudiantes interesados en la lengua japonesa, o en trabajar en una empresa japonesa, o relacionada con Japón en el futuro.

### Institutos de investigación
- Centro de estudios de Asia y Pacífico.